# 法定受託事務
法定受託事務（ほうていじゅたくじむ）とは、地方自治法に定める地方公共団体の事務区分の１つである。
法令により都道府県、市町村又は特別区が処理することとされる事務のうち、国または都道府県が本来果たすべき役割に係るものであって、国または都道府県においてその適正な処理を特に確保する必要があるものとして法令で特に定めるものをいう（地方自治法2条9項）。

## 概要
地方分権一括法により、機関委任事務及びその他従来からの事務区分は廃止され、かわって地方公共団体の事務は法定受託事務と自治事務に再編成された。法定受託事務には自治事務に比して国（都道府県）の強力な関与の仕組みが設けられているが、自治事務と同様に地方公共団体の事務であり、「受託」という名称に関わらず、国や都道府県の事務が委託の結果、地方公共団体の事務になったと観念されるわけではない。
かつての機関委任事務における国の包括的指揮監督権は否定され、地方公共団体は法令に抵触しない限りで条例を定めることができる。ただし、自治事務においては原則設けられない国の権力的関与が基本類型として認められており、特に代執行手続きについては基本的に機関委任事務のそれをほぼ踏襲している。
法定受託事務に該当する事務は、地方自治法別表に列挙されるとともに、各個別法に法定受託事務であることが明記されている。
法定受託事務については、できる限り新たに設けることのないようにするとともに、既に法定受託事務とされたものについても、地方分権を推進する観点から検討を加え、適宜、適切な見直しを行うものとされている（地方分権一括法附則第250条）。

## 種類
- 第一号法定受託事務
法律またはこれに基づく政令により都道府県、市町村・特別区が処理することとされる事務のうち、国が本来果たすべき役割に係るものであって、国においてその適正な処理を特に確保する必要があるものとして法律またはこれに基づく政令で特に定めるもの。
例）国政選挙、旅券の交付、生活保護、補助国道の管理、戸籍事務、廃棄物処理法の事務
地方自治法 別表第1 第1号法定受託事務

- 第二号法定受託事務
法律またはこれに基づく政令により市町村・特別区が処理することとされる事務のうち、都道府県が本来果たすべき役割に係るものであって、都道府県においてその適正な処理を特に確保する必要があるものとして法律またはこれに基づく政令で特に定めるもの。
例）都道府県議会選挙・知事選挙に関し、市町村が処理することとされている事務
地方自治法 別表第2 第2号法定受託事務

## 国の関与
- 関与の基本類型
  - 助言・勧告（245条の4）
  - 資料の提出の要求（245条の4）
  - 是正の指示（245条の7）
  - 代執行等（245条の8）
- その他個別法に基づく関与
- 処理基準（245条の9）
  - 各大臣は、その所管する法律又はこれに基づく政令に係る都道府県の法定受託事務の処理について、処理基準を定めることができる（1項）。
  - 各大臣は、市町村が当該第一号法定受託事務を処理するに当たりよるべき基準を定めることができる（3項）。
  - 処理基準は、その目的を達成するために必要な最小限度のものでなければならない（5項）。
- 裁定的関与（255条の2）
  - 都道府県知事その他の都道府県の執行機関（教育委員会や収用委員会など）の法定受託事務の処分ないし不作為について、法令所管大臣は行政不服審査法上の審査請求の裁決権限を有する。
  - 都道府県知事その他の都道府県の執行機関がその事務を補助する職員（例えば、都道府県が設置する福祉事務所の長など）に法定受託事務に関し権限を委任した場合に、その職員がした処分等についての審査請求を都道府県知事その他の都道府県の執行機関がした場合、法令所管大臣は行政不服審査法上の再審査請求の裁決権限を有する。
  - 個別法により市町村長その他の市町村の執行機関あるいはその委任を受けた職員のした第1号法定受託事務に関する処分に関し、都道府県知事その他の都道府県の執行機関がした裁決に関し所管大臣が再審査請求あるいは再々審査請求に対する裁決権限を定めている例がある（例として生活保護の決定及び実施に関する処分に対する都道府県知事の裁決に対する厚生労働大臣の再審査請求に対する裁決権限（生活保護法66条など）。

## 法定受託事務の判断基準
法定受託事務の創設にあたり、地方分権推進委員会が示した判断基準（メルクマール）は下記のとおりである。
- 国家の統治の基本に密接な関連を有する事務
- 根幹的部分を国が直接執行している事務で以下に掲げるもの
  - 国が設置した公物の管理及び国立公園の管理並びに国定公園内における指定等に関する事務
  - 広域にわたり重要な役割を果たす治山・治水及び天然資源の適正管理に関する事務
  - 環境保全のために国が設定した環境の基準及び規制の基準を補完する事務
  - 信用秩序に重大な影響を及ぼす金融機関等の監督等に関する事務
  - 医薬品等の製造の規制に関する事務
  - 麻薬等の取締りに関する事務
- 全国単一の制度又は全国一律の基準により行う給付金の支給等に関する事務で以下に掲げるもの
  - 生存にかかわるナショナル・ミニマムを確保するため、全国一律に公平・平等に行う給付金の支給等に関する事務
  - 全国単一の制度として、国が拠出を求め運営する保険及び給付金の支給等に関する事務
  - 国が行う国家補償給付等に関する事務
- 広域にわたり国民に健康被害が生じること等を防止するために行う伝染病のまん延防止や医薬品等の流通の取締りに関する事務
  - 法定の伝染病のまん延防止に関する事務
  - 公衆衛生上、重大な影響を及ぼすおそれのある医薬品等の全国的な流通の取締りに関する事務
- 精神障害者等に対する本人の同意によらない入院措置に関する事務
- 国が行う災害救助に関する事務
- 国が直接執行する事務の前提となる手続の一部のみを地方公共団体が処理することとされている事務で、当該事務のみでは行政目的を達成し得ないもの
- 国際協定等との関連に加え、制度全体にわたる見直しが近く予定されている事務